# Xuân Sơn, thị xã Sơn Tây
Xuân Sơn là một xã thuộc thị xã Sơn Tây, thành phố Hà Nội, Việt Nam.
Xã Xuân Sơn có diện tích 13,33 km², dân số năm 1999 là 5.929 người, mật độ dân số đạt 445 người/km².
UBND xã được đặt tại thôn Xuân Khanh, nằm sát trục đường 413 (đường 88 cũ).
Xuân Sơn là một vùng đất cổ được thành lập từ rất lâu. Dưới thời phong kiến, Xuân Sơn gồm có 5 xã Nhân Lý, Văn Khê, Xuân Khanh, Lễ Khê, Tam Sơn (02 xóm Rừng Nghè và Xóm Chàm thuộc xã Tam Sơn) đều thuộc tổng Nhân Lý huyện Tùng Thiện. 
Cách mạng tháng Tám năm 1945 thành công, Tổng Nhân Lý đổi tên thành xã Xuân Sơn thuộc huyện Tùng Thiện, tỉnh Hà Tây. 
Ngày 01/7/1965, hai tỉnh Sơn Tây và Hà Đông sáp nhập thành tỉnh Hà Tây, như vậy trong giai đoạn này xã Xuân Sơn thuộc tỉnh Hà Tây. 
Tháng 10/1968, hợp nhất 03 huyện Tùng Thiện, Quảng Oai, Bất Bạt thành huyện Ba Vì thuộc tỉnh Hà Tây, xã Xuân Sơn lúc này thuộc huyện Ba Vì, tỉnh Hà Tây. 
Ngày 27/12/1975, Hà Tây hợp nhất với tỉnh Hoà Bình thành tỉnh Hà Sơn Bình, xã Xuân Sơn thuộc tỉnh Hà Sơn Bình. 
Năm 1978, hai thị xã Sơn Tây và Hà Đông, các huyện Ba Vì, Phúc Thọ, Thạch Thất, Đan Phượng, Hoài Đức và một số xã của các huyện Chương Mỹ, Thanh Oai, Thường Tín, Quốc Oai thuộc tỉnh Hà Sơn Bình được chuyển về Hà Nội, xã Xuân Sơn thuộc quản lý hành chính của thủ đô Hà Nội. 
Tháng 9/1982, xã Xuân Sơn và một số xã (thuộc huyện Tùng Thiện cũ) từ huyện Ba Vì chuyển về thị xã Sơn Tây. 
Ngày 14/3/1984, Hội đồng Bộ trưởng nay là Chính phủ ra Quyết định số 42-CP/HĐBT về việc tách một phần diện tích xã Xuân Sơn thành lập Phường Xuân Khanh. 
Ngày 12/8/1991 theo Nghị quyết của Quốc hội khoá VIII tại kỳ họp thứ 9 tỉnh Hà Sơn Bình được tách thành 2 tỉnh: tỉnh Hoà Bình và tỉnh Hà Tây. Như vậy, tỉnh Hà Tây tái lập, giai đoạn này xã Xuân Sơn thuộc thị xã Sơn Tây, tỉnh Hà Tây. 
Tháng 8/2007, Thủ tướng Chính phủ ký Nghị định thành lập thành phố Sơn Tây thuộc tỉnh Hà Tây, xã Xuân Sơn thuộc thành phố Sơn Tây. 
Từ ngày 01/8/2008, xã Xuân Sơn cùng toàn bộ các xã, phường thuộc tỉnh Hà Tây được sáp nhập vào thành phố Hà Nội và ổn định về quản lý hành chính cho đến nay.
Từ năm 2008 đến nay xã Xuân Sơn đã từng bước khắc phục khó khăn trong đời sống, xây dựng kế hoạch, triển khai thực hiện đường lối đổi mới và đẩy mạnh sự nghiệp Công nghiệp hoá - Hiện đại hoá đât nước, phát triển kinh tế - xã hội, vững chắc tiến lên giành nhiều thắng lợi trên các mặt kinh tế, văn hoá - xã hội, an ninh - quốc phòng, từng bước ổn định, nâng cao đời sống nhân dân. 
Xuân Sơn gồm có 9 thôn: - Thôn An Sơn - Thôn Kỳ Sơn (Đội 3) - Thôn Lễ Khê (Đội 1, 2) - Thôn Nhân Lý (Đội 9, 10, 11) - Thôn Tam Sơn (Đội 4) - Thôn Chằm (Đội 5) - Thôn Văn Khê (Đội 7, 8) - Thôn Xóm Bướm (Đội 12) - Thôn Xuân Khanh (Đội 6)
Trong đợt cải cách hành chính 2025, Xã Xuân Sơn cùng với một số phường xã hợp nhất thành Phường Tùng thiện. Phường Tùng Thiện được thành lập theo Nghị quyết số 1656/NQ-UBTVQH15 của Ủy ban Thường vụ Quốc hội Việt Nam, ban hành ngày 16 tháng 6 năm 2025. Theo đó, sắp xếp toàn bộ diện tích tự nhiên, quy mô dân số của phường Xuân Khanh, phường Trung Sơn Trầm, xã Xuân Sơn, một phần của phường Trung Hưng, phường Sơn Lộc và xã Thanh Mỹ thuộc thị xã Sơn Tây cũ, để thành lập phường Tùng Thiện.